# Go Yamamoto
Pour les articles homonymes, voir Yamamoto.
Gō Yamamoto (山元 豪, Yamamoto Gō), né le 27 janvier 1995, est un coureur du combiné nordique japonais.

## Carrière
Il est médaillé de bronze aux Jeux olympiques de la jeunesse d'hiver de 2012 puis termine quatrième des Championnats du monde junior cette même année. Aux Championnats du monde junior 2013, il remporte une médaille de bronze en relais.
Il fait ses débuts en Coupe du monde en décembre 2015 à Lillehammer (48e). Il marque ses points en novembre 2017 à Ruka, où il est 23e. Une semaine plus tard, il est septième à Lillehammer.
Aux Jeux olympiques d'hiver de 2018, il est 33e au petit tremplin, 16e au grand tremplin et quatrième par équipes.
En novembre 2018, il est deuxième de l'épreuve par équipes à Ruka pour monter sur son premier podium en Coupe du monde.

## Palmarès

### Jeux olympiques d'hiver
| Épreuve / Édition   | Individuel     | Individuel     | Par équipes Grand tremplin |
| Épreuve / Édition   | Petit tremplin | Grand tremplin | Par équipes Grand tremplin |
| JO 2018 Pyeongchang | 33e            | 16e            | 4e                         |

### Championnats du monde
| Épreuve / Édition     | Individuel     | Individuel     | Par équipes           | Par équipes           |
| Épreuve / Édition     | Petit tremplin | Grand tremplin | Grand tremplin Sprint | Petit tremplin Relais |
| Mondiaux 2019 Seefeld | 34e            | 26e            | -                     | 4e                    |

### Coupe du monde
- Meilleur classement général : 20e en 2018.
- 1 podium par équipes.

| Année     | Classement général final |
| 2017-2018 | 20e                      |
| 2018-2019 | 25e                      |
| 2019-2020 | 35e                      |

### Coupe continentale
- 1 victoire.

### Championnats du monde junior
| Épreuve / Édition | Épreuve / Édition | Erzurum 2012 | Liberec 2013 | Val di Fiemme 2014 |
| Gundersen (10 km) | Gundersen (10 km) | 31e          | 21e          | 20e                |
| Gundersen (5 km)  | Gundersen (5 km)  | 4e           | -            | 29e                |
| Par équipe        | Par équipe        | 9e           | Bronze       | 10e                |

### Jeux olympiques de la jeunesse
- Innsbruck 2012 :
  -  Médaille de bronze en individuel.

### Universiades
| Épreuve / Édition | Épreuve / Édition | Trente 2013 | Štrbské Pleso 2015 | Almaty 2017 |
| Gundersen         | Gundersen         | 10e         | 7e                 | 5e          |
| Mass start        | Mass start        | 8e          | 4e                 | 5e          |
| Par équipes       | Par équipes       | 3e          | 2e                 | 3e          |